# Byków
Byków (niem. Peuke) – wieś w Polsce położona w województwie dolnośląskim, w powiecie wrocławskim, w gminie Długołęka. 

## Podział administracyjny
W latach 1975–1998 miejscowość administracyjnie należała do województwa wrocławskiego.

## Krótki opis
We wsi znajdują się: cmentarz, świetlica, park oraz boiska sportowe.

## Zabytki
Do wojewódzkiego rejestru zabytków wpisany jest:
- kościół ewangelicki, obecnie rzymskokatolicki filialny pw. Matki Boskiej Różańcowej, z 1702 r., 1852 r.

inne zabytki:
- stary cmentarz, pozostałości

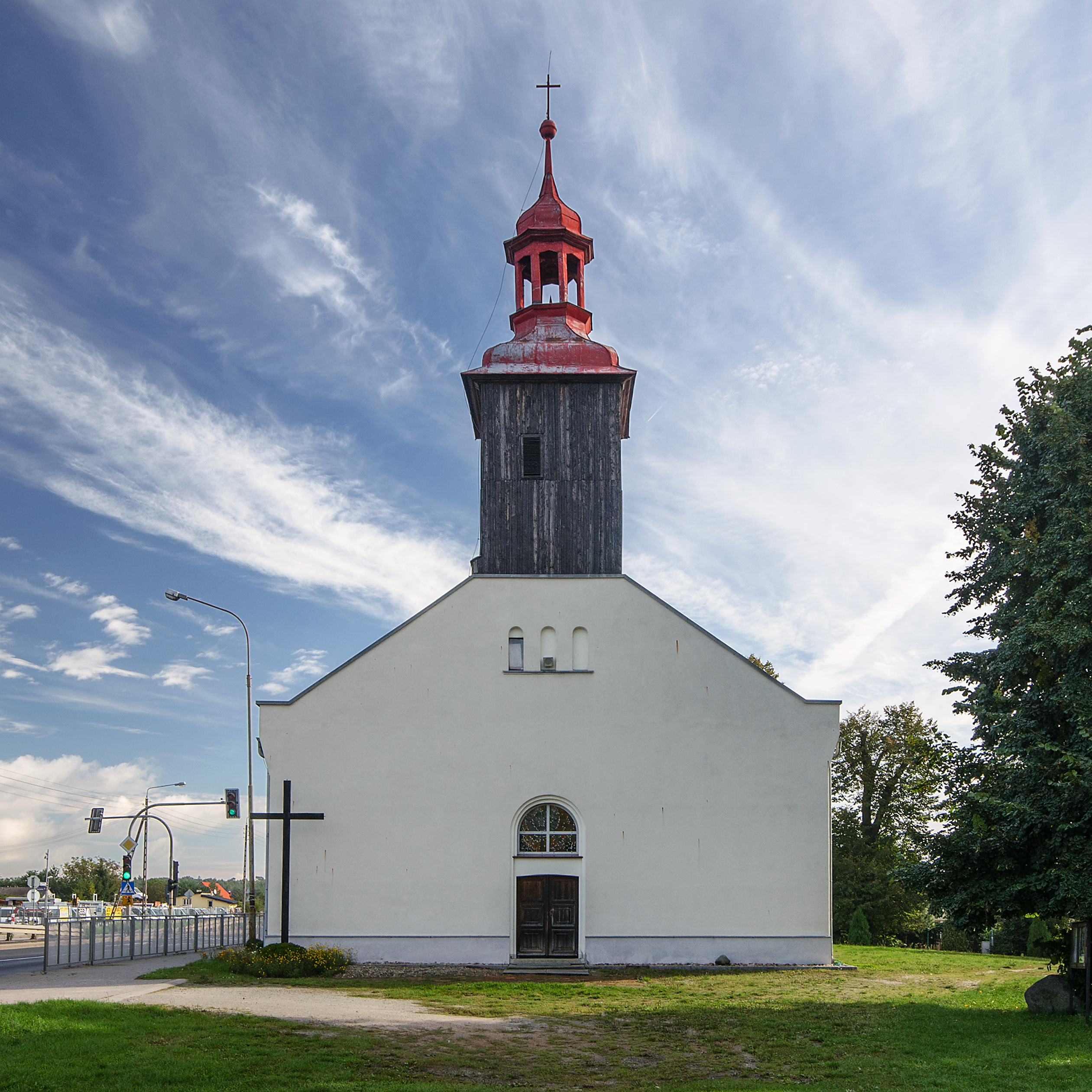
Kościół Matki Boskiej Różańcowej
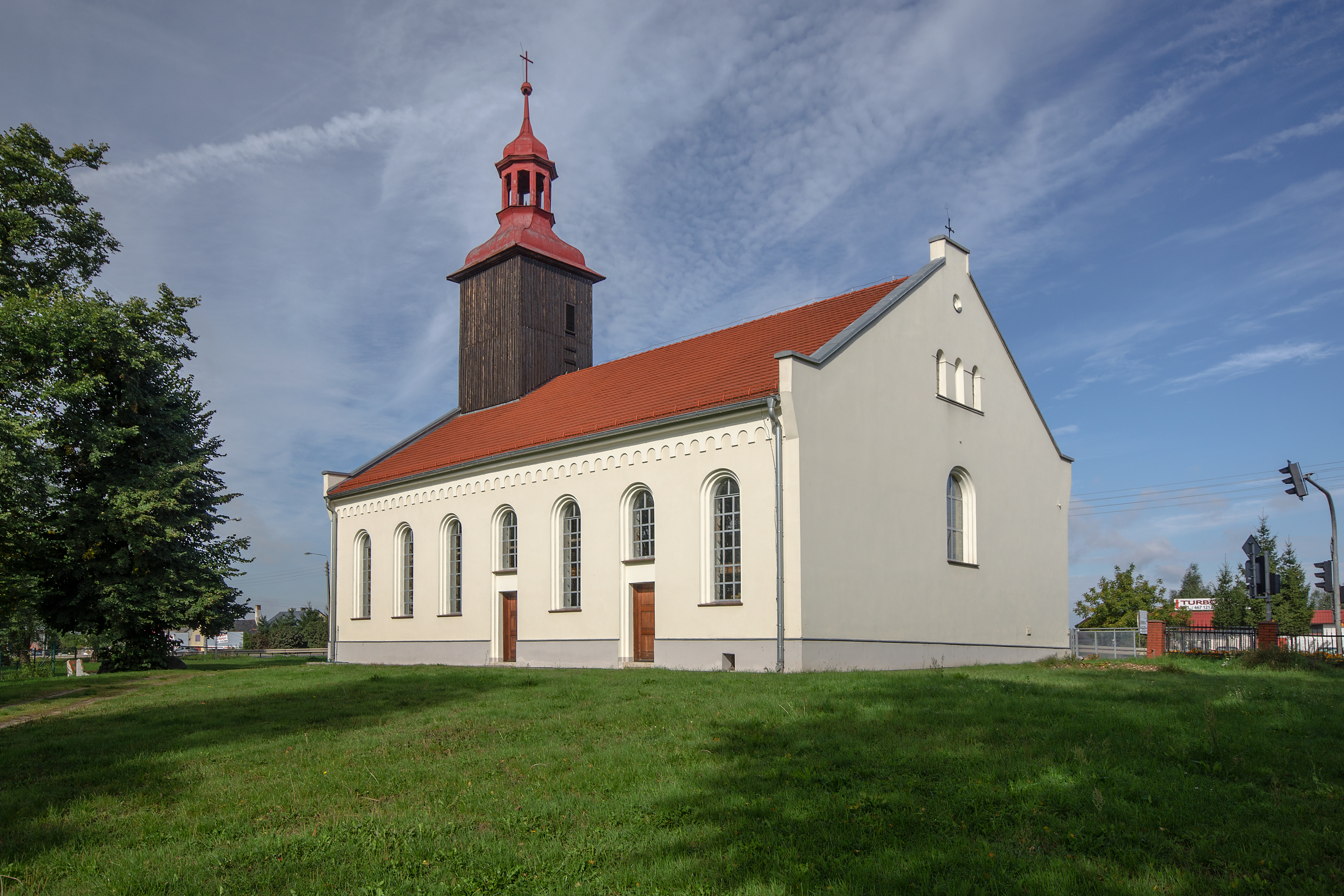
Kościół Matki Boskiej Różańcowej